# Diepoldsberg
Diepoldsberg – bis ins 19. Jahrhundert auch alternativ Diepersperg, Diepoltsberg oder Diebolsberg geschrieben – ist ein Gemeindeteil der Gemeinde Obing im oberbayerischen Landkreis Traunstein.

## Geographie
Der Weiler liegt etwa 4 km westnordwestlich von Obing an einem Hang. Beim nebenliegenden Scheitzenberg (655 m, höchster Punkt der Gemeinde Obing) liegt die Grenze zwischen Inngletscher und Chiemseegletscher.

## Geschichte
Um 1130 wird ein Rudolph von Diepoldsberg erwähnt, als Graf Dietrich von Wasserburg dem Kloster Beyharting durch die Hand dieses Ritters ein Gut der Edlen Bertha im Inntal. Um 1170 tritt ein gleichnamiger Rudolphus nobilis de Diepoldspergen mehrmals als Zeuge auf. Ebenso ein Heinrich de Diepoldspergen Allerdings fehlen die Spuren einer Burg. Im Jahr 1189 wird die Kirche erstmals namentlich erwähnt. 1195 wird die kirchliche Zuständigkeit für Diepoldsberg durch Adalbert III. von Böhmen, Erzbischof von Salzburg auf der Synode von Laufen auf das Kloster Seeon übertragen.
Nach dem Aussterben der Edlen von Diepoldsberg ist deren Gut offensichtlich an den bayerischen Herzog übergegangen, da Herzog Ludwig von Bayern 1421 „2 Theile Zehents zu Diepoldsberg aus 3 Höfen“ an Thomas dem Oberndorfer verlieh. Um 1430 wurde dann die spätgotische Kirche errichtet.

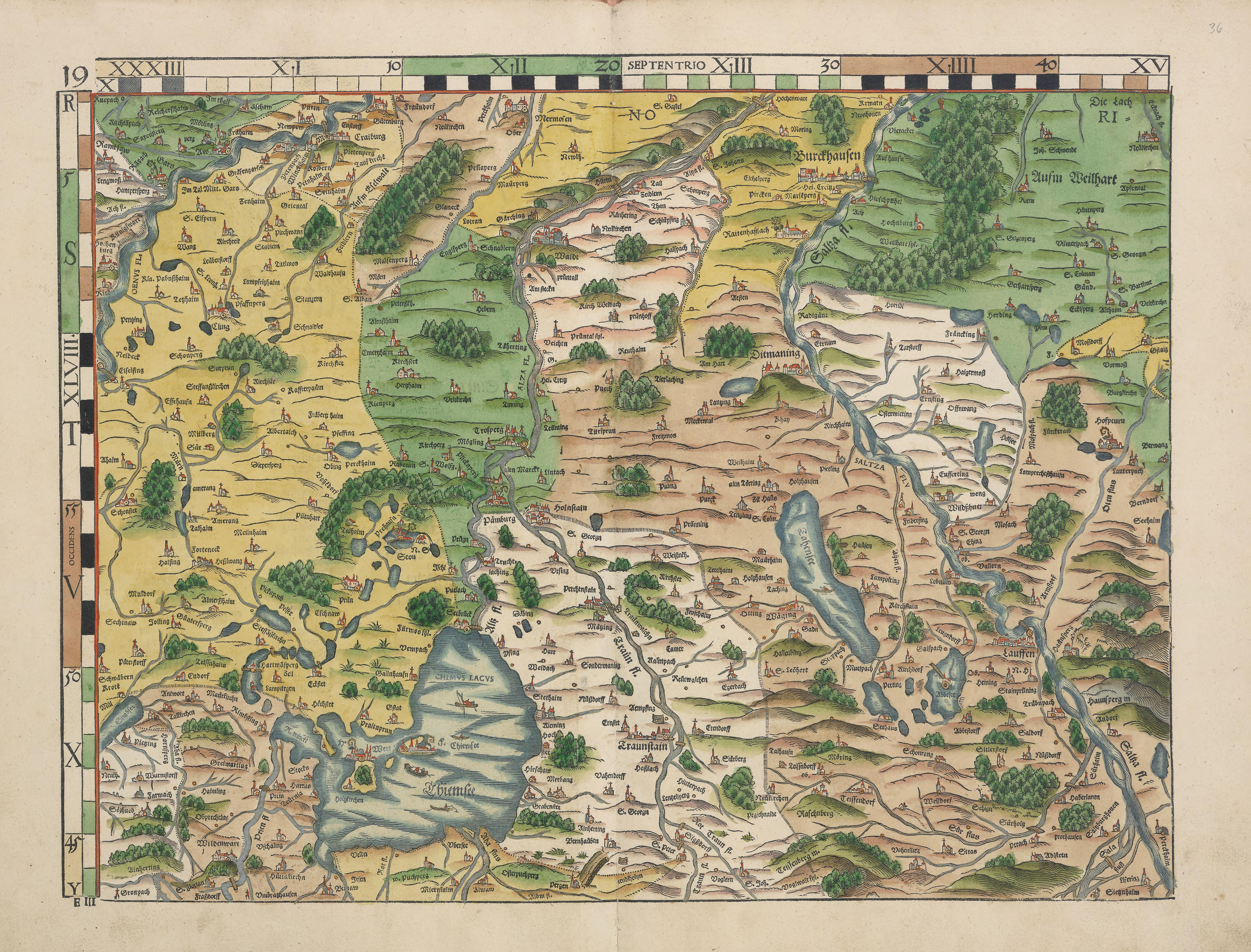
Diepoldsberg als Diepersperg auf Apians Bairischen Landtafeln

Auf Philipp Apians Bairischen Landtafeln von 1568 ist es auf Tafel 19 als Diepersperg verzeichnet.
Erst im 19. Jahrhundert wird der Ort wieder regelmäßig in Karten und Urkunden als Diepoldsberg geführt, so auch im Urpositionsblatt 743 (Aufnahme 1818/Zeichnung 1839).
1840 ist von 4 Häusern mit 27 Einwohnern bzw. 5 Häusern mit 26 Einwohnern, 1874 in der kirchlichen Statistik von 5 Häusern mit 28 Einwohnern die Rede. Die Bavaria von 1868 spricht von 26 Einwohnern, 16 Gebäuden und 1 Kirche.
Durch die Gebietsreform in Bayern kam der Weiler Diepoldsberg zum 1. Januar 1972 von der damaligen Gemeinde Albertaich zur Gemeinde Obing.

### Ortsname
1874 wird der Name in Anton Mayers Beschreibung des Erzbistums München-Freising von Theobaltsberg hergeleitet.

## Baudenkmäler
Die Liste der Baudenkmäler in Diepoldsberg weist drei Gebäude aus, darunter die ortsbildprägende katholische Filialkirche St. Ägidius, ein einschiffiger spätgotischer Bau, der zusammen mit dem leicht eingezogenen Chor und dem Südturm aus der Zeit um 1430 stammt. Im 19. Jahrhundert kam der Turmoberbau hinzu.

## Leonhardifahrt
Für Diepoldsberg ist ein Leonhardiritt mit Pferdesegnung überliefert, die aber heute noch zu Jubiläen stattfindet.